# Underwood (machine à écrire)
Pour les articles homonymes, voir Underwood.
La Underwood Typewriter Company est une ancienne marque américaine de machines à écrire, fondée en 1895 à New York. Ses produits se sont popularisés pendant la première moitié du XXe siècle. À la suite de crises financières, la société a été rachetée par Olivetti au début des années 1960.

## Historique
En 1874, l'entreprise familiale de John T. Underwood (en) et son père, John Underwood, fabrique du ruban pour machines à écrire et du papier carbone, fournissant notamment la compagnie E. Remington and Sons. John Underwood meurt en 1883 et la compagnie, désormais nommée John Underwood and Company, est déplacée à Brooklyn. 
Lorsque Remington decide de se lancer dans la production de ses propres produits consommables, Underwood opte pour la fabrication de machines à écrire. Pour son premier modèle, John T. Underwood rachète les designs de l'ingénieur allemand Franz X. Wagner et établit la Wagner Typewriter Company, en 1895. Les premières machines Underwood Model 1 sont lancées en 1895, et pendant quelque temps, ses productions portent au dos l'inscription « Wagner Typewriter Co. ». 
En 1898, la production est déplacée vers Bayonne, et l'Underwood Typewriting Manufacturing Company est créé.  
Après un nombre d'innovations, l'Underwood Model 5 arrive en 1899. Ce modèle, le plus salué de la compagnie, devient la norme industrielle des machines à écrire pour plusieurs décennies, jusqu'à la fin de sa production en 1933.  
À l'entrée du nouveau siècle, la compagnie bénéficie d'accords de production avec le gouvernement des États-Unis et connait une expansion importante.   
En 1901, la société migre vers un nouveau centre de production à Hartford, Connecticut. Dans sa première année en fonctions, l'établissement produit plus de 12 000 machines à écrire. Deux années après, Wagner Typewriter et Underwood Typewriter fusionnent pour former l'Underwood Typewriter Company.   
Pendant les premières décennies du XXe siècle, l'entreprise se situe parmi les fabricants américains les plus importants, dominant le marché des machines à écrire, ainsi que celui des consommables qu'elle continue à produire depuis 1874. En 1915, Underwood emploie près de 7 500 salariés et fabrique 500 unités par jour.   
En décembre 1927, en réponse à l'acquisition de Rand-Kardex, Baker-Vawter et Dalton par Remignton, Underwood et Elliot-Fischer fusionnent, créant Underwood-Elliot-Fischer. Plus tard la société est renommée Underwood Corporation.
À la fin des années 1930, la compagnie avait placé plus de cinq millions de machines partout dans le monde. Pendant la Seconde Guerre mondiale, Underwood est chargée de la production de carabines M1 pour l'armée américaine. Au rétablissement de la paix, la compagnie change de nom et devient Underwood Corporation.
En 1959, la société italienne Olivetti prend contrôle d'une grande partie de la compagnie américaine. Le 25 octobre 1963, la fusion entre Underwood Typewriter Company et  Olivetti est achevée,. 
Underwood figure alors comme une sous-marque d'Olivetti. Les machines Model 18, 21 et 255 Portable arrivent dans cette période. 

## Dans la culture populaire
Plusieurs écrivains du XXe siècle ont popularisé les machines Underwood, notamment Ernest Hemingway, F. Scott Fitzgerald, William Faulkner, Jack Kerouac et Robert E. Howard.
Le personnage de Jack Torrance dans le livre Shining, de Stephen King, utilise une machine à écrire Underwood pour créer sa pièce, « The Little School ».

## Galerie

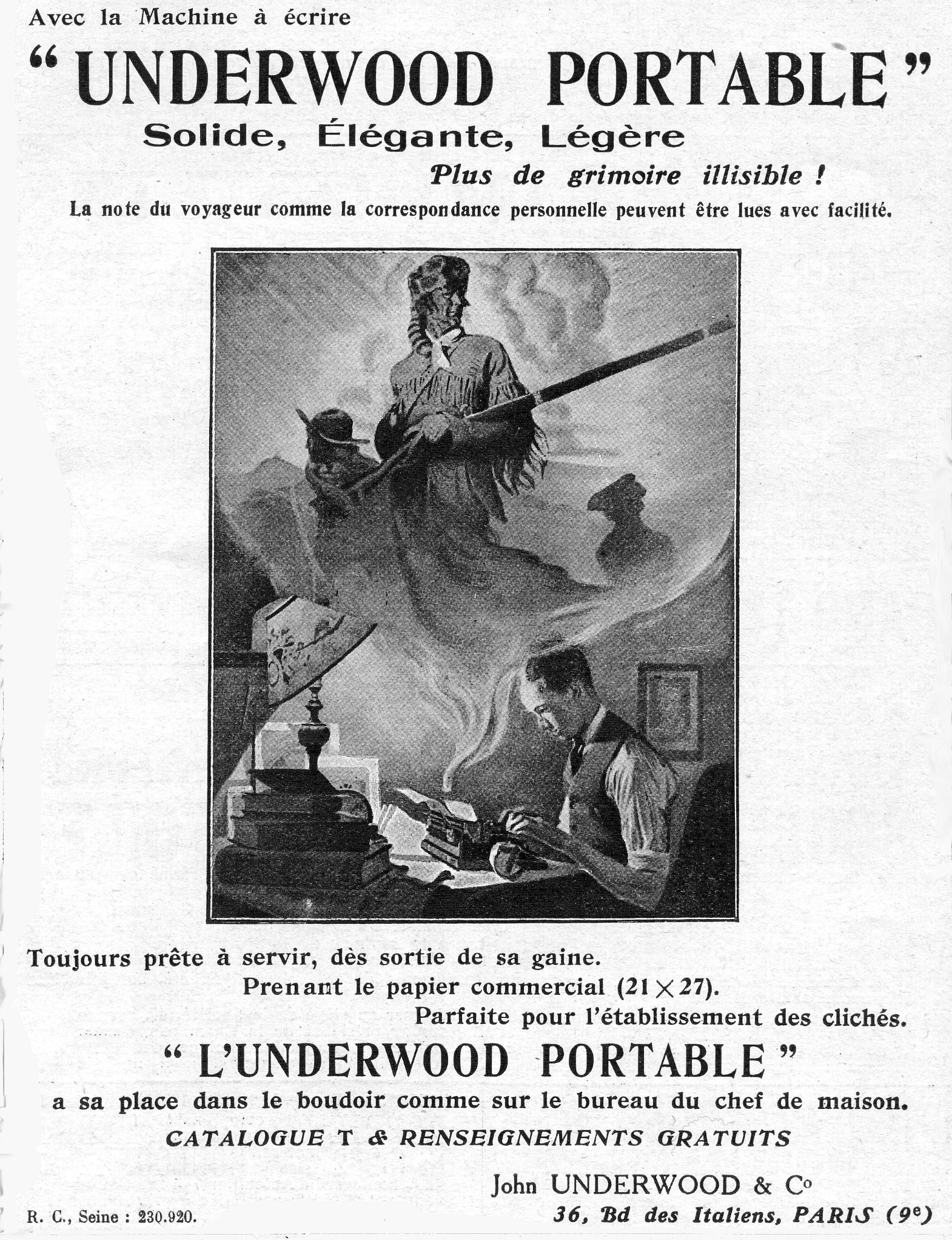
Réclame française de 1924 (L'Illustration).
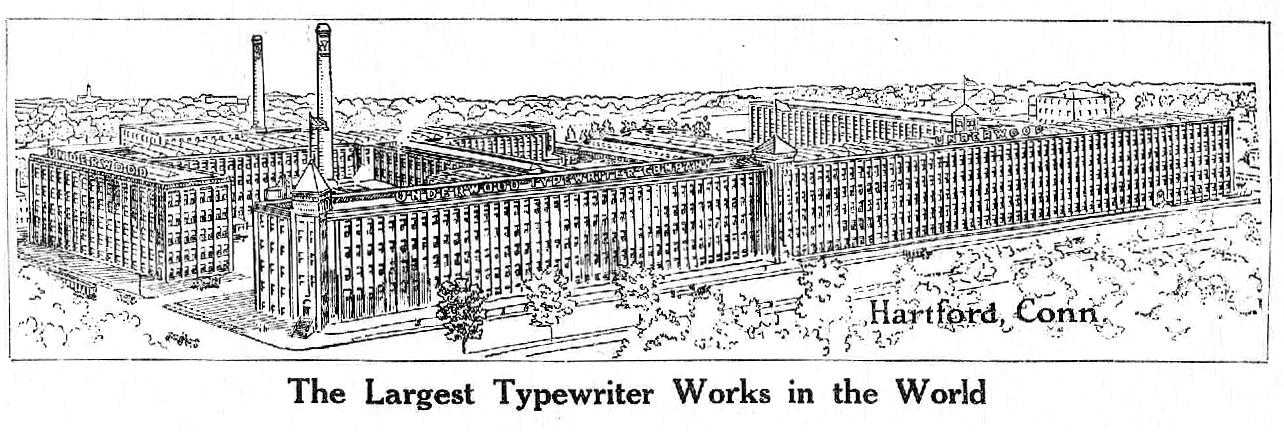
Usine Underwood, à Hartford, Connecticut, vers 1911.
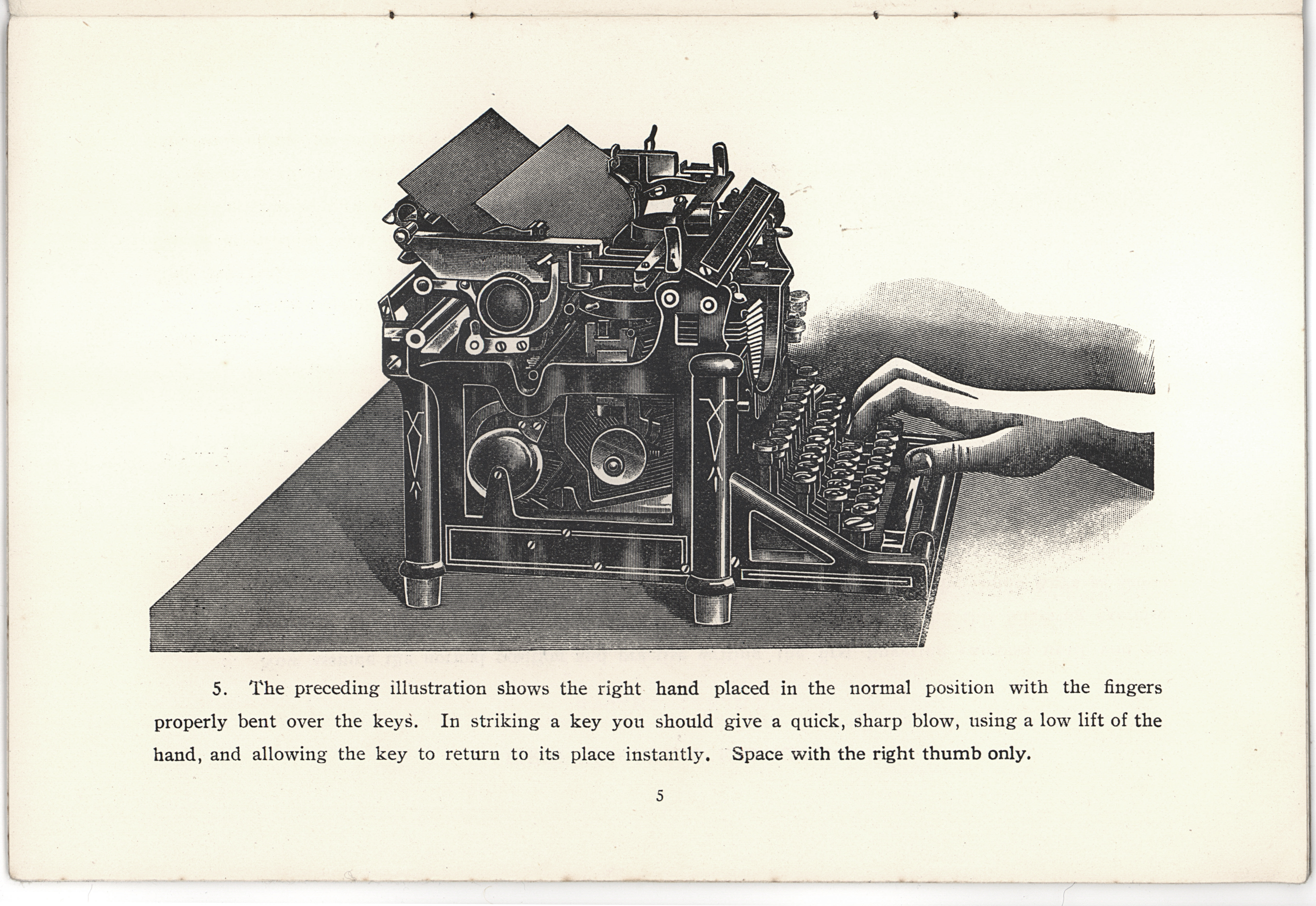
Annonce publicitant la Underwood Model 5.
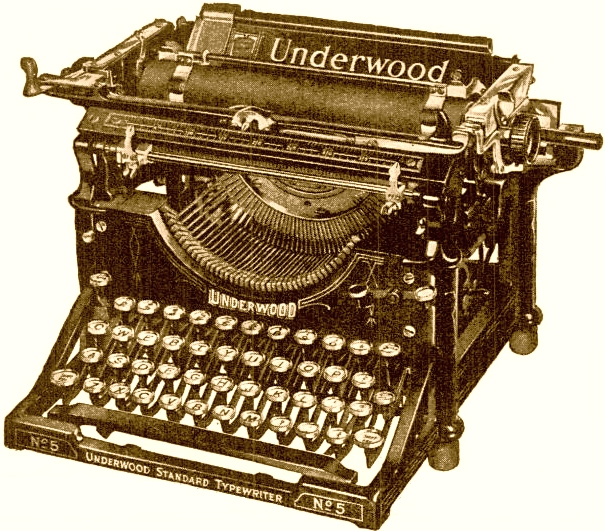
La Underwood Model 5 (1899 - 1933).
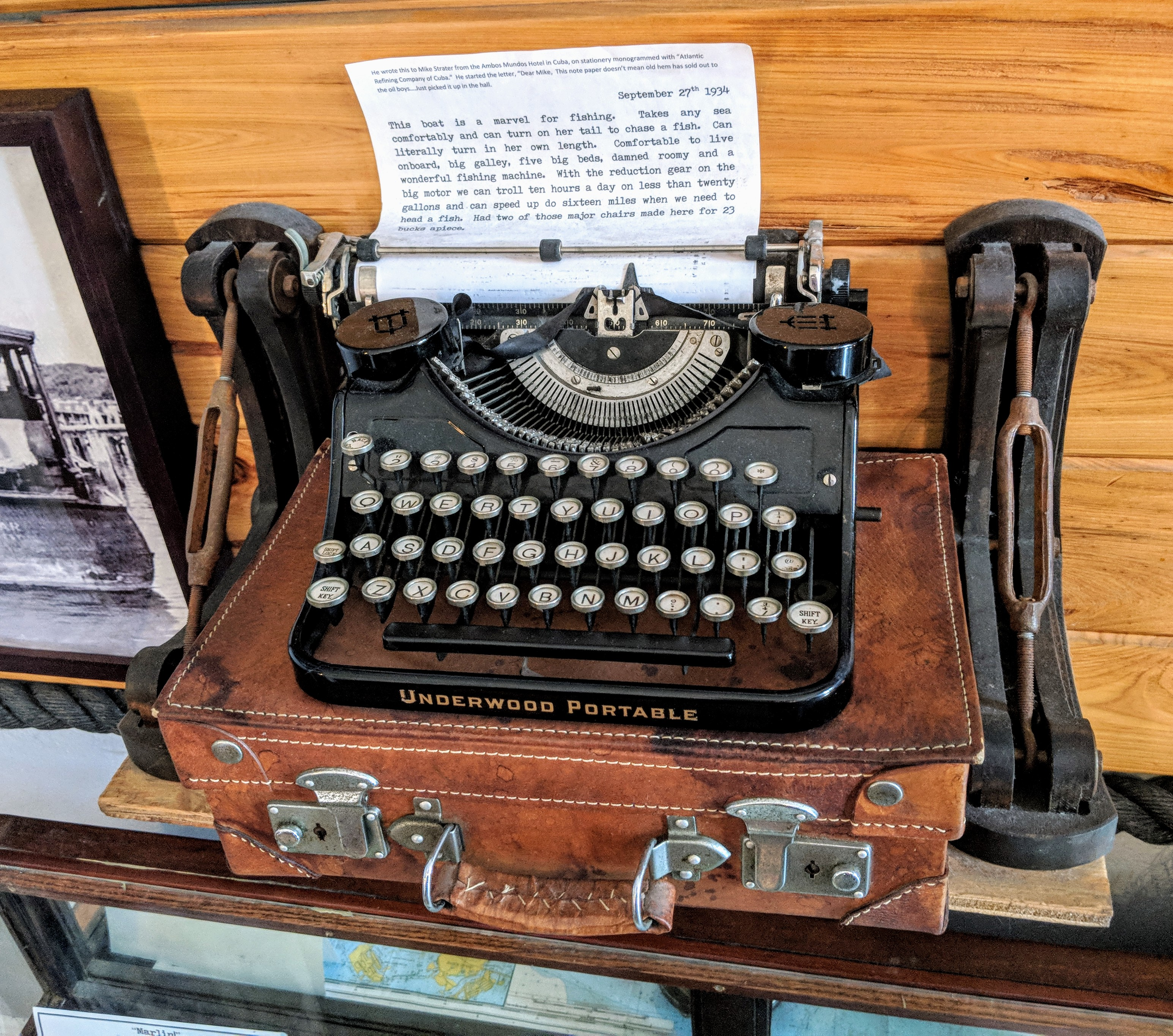
La machine à écrire Underwood Portable d'Ernest Hemingway.
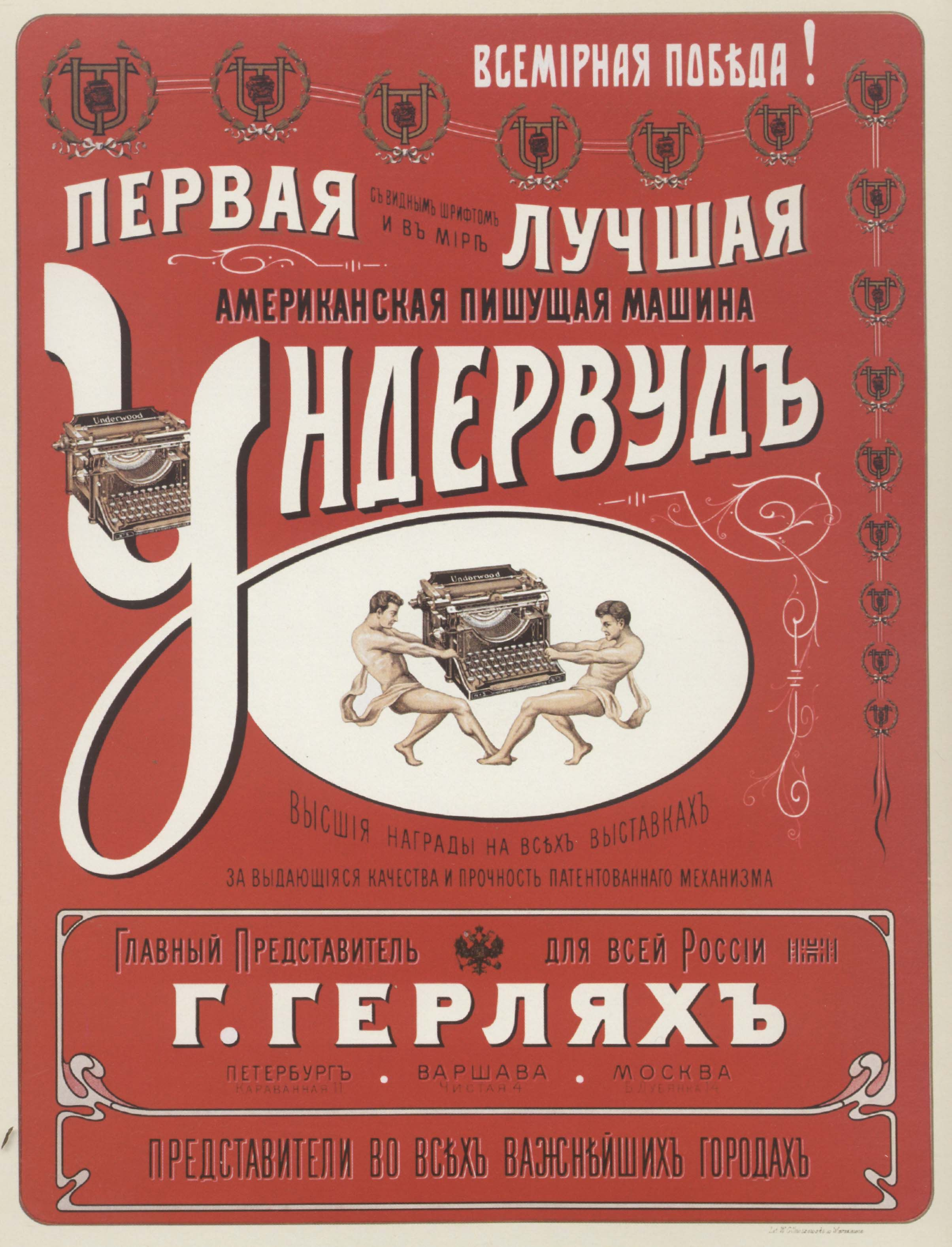
Réclame russe de 1900.